# Логгин Рот
Логгин Осипович Рот (на руски: Логгин Осипович Рот), (на френски: Loggin Rot) е руски офицер от френски произход, генерал от пехотата.

## Биография
Логгин Осипович Рот е роден през 1780 г. в семейството на потомствен френски дворянин. Ориентира се към военното поприще във френската армия. Постъпва на руска служба като сублейтенант в корпуса на принц Людовик Конде (1797). Присвоено му е първо офицерско звание подпоручик (1799).
Участва във войната на втората антинаполеоновска коалиция срещу Франция в италианския поход на фелдмаршал Александър Суворов. Бие се храбро в битката при Констанц (1799). След кратко прекъсване отново е в армията. Служи във Виборгския мускетарски полк от 4 септември 1802 г.
Участва във войната на третата и войната на четвъртата антинаполеоновска коалиция срещу Франция (1805-1807). Проявява се в битките при Аустерлиц (1805), Пултуск (1806), Прейсиш-Ейлау, Хайлсберг и Кьонигсберг (1807).
В Руско-турската война от 1806-1812 г. се отличава в битката при Браила и Русе. Награден е със златно оръжие „За храброст“ (1809). За второто превземане на Ловеч на 31 януари 1811 г. е награден с орден „Свети Георги“ IV степен. Повишен е във военно звание полковник и назначен за командир на 45-и егерски полк (1811). От същата година е почетен командир на 26-и егерски полк.
В отразяването на нападението на Наполеон Бонапарт срещу Русия се проявява под командването на генерал-лейтенант Пьотър Витгенщайн в битките при Смела и Полоцк и е награден с орден „Свети Георги“ III степен (1812).
Участва във войната на Шестата антинаполеоновска коалиция срещу Франция (1813-1814). Проявява се в битките при Лютцен, Бауцен, Дрезден и Теплиц (1813), Арси-сюр-Об, Фер-Шампенуаз и Париж (1814). Повишен е последователно във военно звание генерал-майор през 1813 г. и генерал-лейтенант през 1814 г. 
След наполеоновите войни е командир на 3-та гренадирска дивизия (1814), 15-а пехотна дивизия (1818), 3-ти пехотен корпус (1823), 4-ти пехотен корпус (1826) и 6-и пехотен корпус (1827). Награден е с орден „Свети Александър Невски“ (1826).
Отново е в България за участие Руско-турската война от 1828-1829 г. Командир на 6-и пехотен корпус, с който преминава бойния път от река Дунав до Одрин. Награден е с диамантените знаци на орден „Свети Александър Невски“ за битката при Силистра (1828). Повишен е във военно звание генерал от пехотата от 28 юни 1828 г. При преминаването на Стара планина е командир на колона. За превземането на Несебър е награден за втори път със златно оръжие „За храброст“, а за Одрин с орден „Свети Георги“ II степен (1829). Началник на войските и управлението на завладените земи в България и Румелия (1830). След войната за кратко е командир на войските в Бесарабското и Новоросийското генерал-губернаторства (1831).
Участва в потушаването на Полското въстание (1830-1831). Командир на 6-и пехотен корпус (1831) В боя при Дашев разгромява бунтовниците и умиротворява Виницката област. При окончателното потушаване на въстанието изтласква въстаническите сили в Галиция (където те са разоръжени от австрийските власти) и командва блокадата на последната въстаническа крепост – Замошч.
Помощник-командир на 1-ва армия (1833). Повишен е във военно звание генерал-адютант от 12 ноември 1835 г. Умира на 1 февруари 1851 г.